# Rikimbili

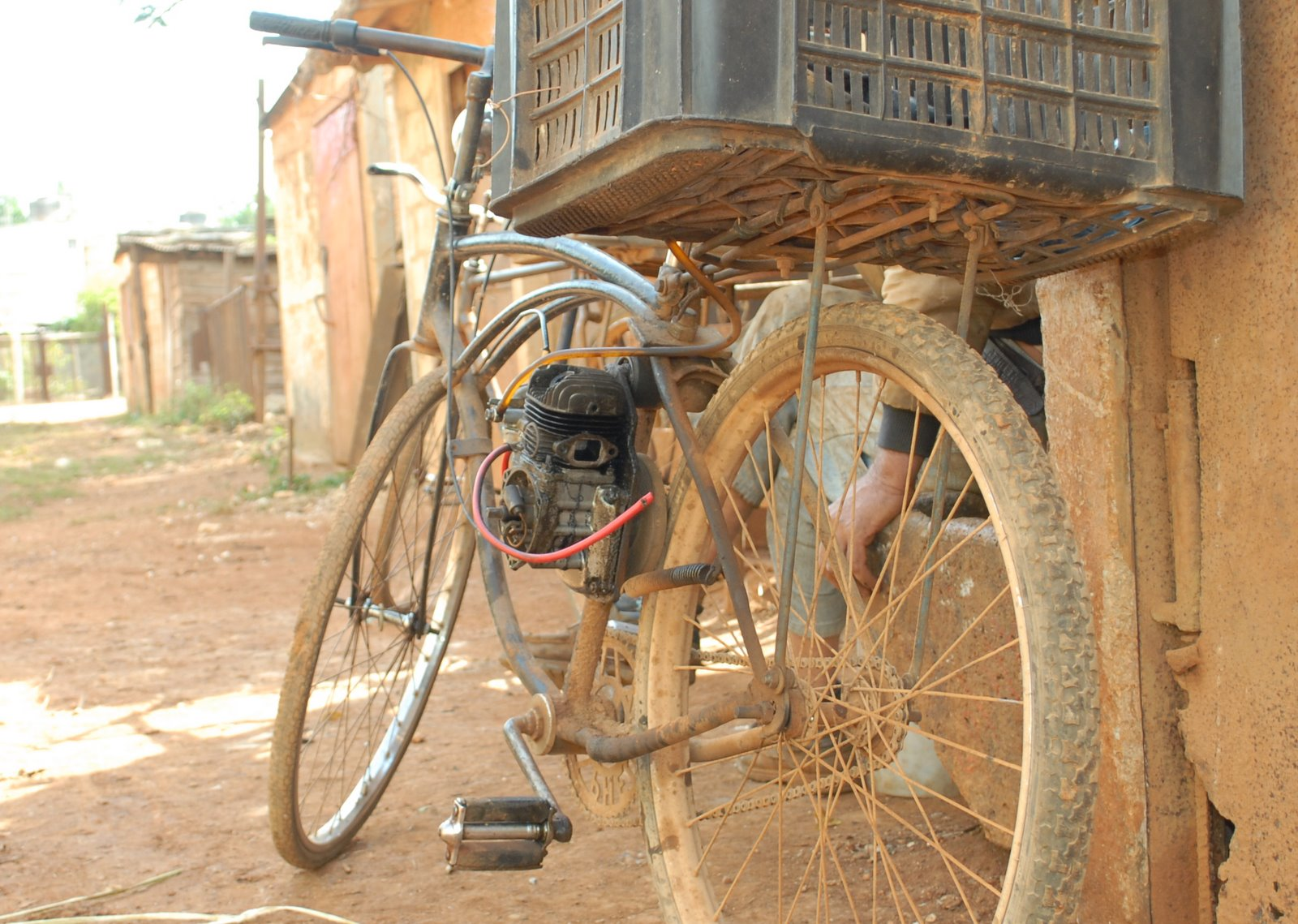
Kubanisches Rikimbili, ein typisches Behelfskraftrad, 2009

Rikimbili (oder auch Riquimbili) ist die Bezeichnung für ein während der – als Sonderperiode in Friedenszeiten bezeichneten – Wirtschaftskrise in Kuba (ab 1990) entstandenes, motorgetriebenes Fahrrad.
Es handelt sich dabei um ein jeweils individuell hergestelltes Fortbewegungsmittel aus einem Fahrrad und einem beliebigen, zweckentfremdeten Elektro- oder Verbrennungsmotor aus einem anderen Gerät oder Fahrzeug.
Für die Bevorratung von Treibstoff, so ein Verbrennungsmotor Verwendung findet, werden zumeist Getränkeflaschen aus Plastik verwendet.